# دوغلاس ميجر
دوغلاس ميجر (بالإنجليزية: Douglas Major)‏ هو ملحن أمريكي، ولد في 1953 في بيرويك في الولايات المتحدة.

## وصلات خارجية
- دوغلاس ميجر على موقع ميوزك برينز (الإنجليزية)
- دوغلاس ميجر على موقع ديسكوغز (الإنجليزية)